# Día Mundial de los Primeros Auxilios
El Día Mundial de los Primeros Auxilios  es una jornada que se celebra anualmente el segundo sábado de septiembre desde 2000, establecido ese mismo año por la Federación Internacional de Sociedades de la Cruz Roja y de la Media Luna Roja (IFRC).

## Proclamación
El Día Mundial de los Primeros Auxilios fue establecido en el año 2000 por la Federación Internacional de Sociedades de la Cruz Roja y de la Media Luna Roja, (IFRC, por sus siglas en inglés) con el objetivo de promover la importancia de la formación en primeros auxilios y aumentar su accesibilidad para salvar más vidas en situaciones de crisis. La IFRC, fundada en 1919, ha estado a la vanguardia en la promoción de la educación y la capacitación en primeros auxilios en todo el mundo.
Reconociendo la necesidad de enfatizar la importancia de los primeros auxilios, la IFRC decidió dedicar un día específico para concienciar y educar a nivel mundial sobre estas habilidades tan relevantes.
Este día destaca la importancia de las habilidades de primeros auxilios, como la RCP, el cuidado de heridas y la maniobra de Heimlich. Promueve la preparación ante emergencias y aumenta la conciencia sobre la necesidad de estar preparados para responder eficazmente en situaciones de crisis.
Además, empodera a las comunidades para organizar sesiones de capacitación y talleres, creando una red de primeros respondedores preparados para asistir en emergencias. Apoya la preparación para desastres, integrando la capacitación en primeros auxilios como una parte esencial de la respuesta a emergencias. Asimismo, fomenta la solidaridad global, uniendo a personas de diferentes culturas con el objetivo común de salvar vidas a través de los primeros auxilios.

## Celebración
Se celebra anualmente el segundo sábado de septiembre. La fecha fue elegida para asegurar una participación global y uniforme cada año. La primera celebración se realizó en el año 2000. Desde entonces, cada año se elige un tema específico para concienciar sobre diferentes aspectos relacionados con los primeros auxilios.

## Temas
- 2004: Un gesto de humanidad que marca la diferencia[3]
- 2006: Reducing discrimination in communities and providing assistance to vulnerable people through first aid,[4] ('Reducir la discriminación en las comunidades y brindar asistencia a las personas vulnerables a través de los primeros auxilios')
- 2010: First aid for a safer future,[5] ('Primeros auxilios para un futuro más seguro')
- 2012: First Aid with Vulnerable People,[6] ('Primeros auxilios con personas vulnerables')
- 2013: First Aid and Road Safety,[7] ('Primeros auxilios y seguridad vial')
- 2014: First aid saves lives,[8] ('Los primeros auxilios salvan vidas')
- 2015: Empowering communities to save lives,[9] ('Empoderar a las comunidades para salvar vidas')
- 2016: First Aid for and by children,[10] ('Pmeros auxilios para y por niños)'

- 2017: Domestic Accidents,[11] (Accidentes domésticos')
- 2018: First Response to Road Crashes,[12] ('Respuesta inicial a accidentes de tráfico')
- 2019: Addressing Exclusion through first aid, [13] ('bordar la exclusión a través de los primeros auxilios')
- 2020: Adaptar los primeros auxilios a la pandemia[14]
- 2021: First aid and road safety,[1] ('Primeros auxilios y seguridad vial')
- 2022: Aprendizaje permanente en primeros auxilios[15]
- 2023: Primeros auxilios en el mundo digital[16]